# شورش (آلبوم)
شورش (به انگلیسی: Rebelution) چهارمین آلبوم استودیویی رپر اهل میامی ، پیت بول است ، که در تاریخ ۲۸ اوت ۲۰۰۹ پخش شد.و یکی از بهترین اهنگ های این   آلبوم (Hotel room service) است. 

## تک آهنگ‌ها
- دیوونه : این ترانه با همراهی لیل جان خوانده و تهیه شد. و رتبه ۳۰ را در فهرست ۱۰۰ آهنگ داغ بیلبورد کسب کرد.
- من میدونم تو منو میخوای: دومین ترانه از این آلبوم است که رتبه ۲ را در فهرست ۱۰۰ آهنگ داغ بیلبورد کسب کرد.
- خدمات اتاق هتل: سومین آهنگ این آلبوم است که رتبه ۸ را در فهرست ۱۰۰ آهنگ داغ بیلبورد کسب کرد.
- تعطیلش کن: چهارمین آهنگ از این آلبوم است که توسط ایکان خوانده شد و رتبه ۴۲ را در فهرست ۱۰۰ آهنگ داغ بیلبورد کسب کرد.
- الان نمیتونی متوقفم کنی: پنجمین آهنگ از این آلبوم است که با موزیک ویدئو منتشر شد.